# Draženci
Draženci – wieś w Słowenii, w gminie Hajdina. W 2018 roku liczyła 544 mieszkańców.